# Apparato secretore degli insetti
L'apparato secretore degli Insetti è composto dall'insieme delle ghiandole presenti nel loro corpo. Come in tutti gli organismi di una certa complessità anatomica e fisiologica, anche gli Insetti dispongono di un apparato ghiandolare distinto in un sistema esocrino, ovvero composto da ghiandole a secrezione esterna, e in uno endocrino, composto da ghiandole a secrezione interna.

## Sistema endocrino
Il sistema endocrino, alquanto complesso, è formato soprattutto da cellule e organi che hanno una relazione diretta o indiretta con il sistema nervoso. La funzione del sistema endocrino è fondamentale per la regolazione della biologia dell'Insetto e raggiunge livelli di complessità organizzativa paragonabili a quello degli animali superiori. Una particolarità che differenzia gli Insetti dai Vertebrati consiste nell'assenza di funzioni di secrezione endocrina attribuite all'apparato riproduttore. Le ghiandole endocrine d'importanza basilare si identificano in tre strutture: il sistema endocrino cerebrale, il sistema cardio-aortico e le ghiandole protoraciche. La funzione primaria svolta da queste ghiandole consiste nella regolazione dello sviluppo postembrionale, ma singolarmente queste strutture provvedono anche alla regolazione di altri processi biologici.

### Sistema neuroendocrino cerebrale
Il sistema endocrino cerebrale è costituito da cellule nervose, localizzate nel protocerebro, che hanno perso la capacità di trasmettere impulsi nervosi diventando ghiandole neuroendocrine. 
La loro attività si concentra nello stadio giovanile, con la produzione dell'ormone cerebrale, che viene traslocato, attraverso gli assoni, ai corpi cardiaci del sistema cardio-aortico. Le cellule neuroendocrine del protocerebro presiedono inoltre alla regolazione di altri processi.

### Sistema cardio-aortico
Il sistema cardio-aortico è associato al protocerebro e si localizza in posizione dorsale e laterale rispetto all'esofago. È composto da due coppie di ghiandole endocrine, dette rispettivamente corpi cardiaci e corpi allati, e da connessioni nervose che collegano i corpi cardiaci ai corpi allati e al protocerebro.
I corpi cardiaci o faringei si localizzano ai lati del ganglio ipocerebrale; sono connessi anteriormente al protocerebro e posteriormente ai corpi allati. Queste ghiandole accumulano l'ormone cerebrale prodotto dal protocerebro e sono responsabili di una sua modificazione biochimica. Dopo la trasformazione, l'ormone cerebrale è messo in circolo nell'emolinfa e sarà trasportato agli organi bersaglio, rappresentati dalle ghiandole protoraciche e dai corpi allati. Funzioni secondarie dei corpi cardiaci consistono nel rilascio di sostanze, ad azione ormonale, che regolano il funzionamento di alcuni organi e del sistema muscolare.
I corpi allati si localizzano posteriormente e più lateralmente rispetto ai corpi cardiaci. Sono deputati alla produzione della neotenina, dietro stimolo dell'ormone cerebrale. La neotenina, detta anche ormone giovanile, è responsabile della persistenza dei caratteri giovanili. Negli insetti adulti producono l'ormone gonadotropo, che stimola la maturazione delle cellule sessuali.

### Ghiandole protoraciche
Le ghiandole protoraciche sono localizzate ventralmente, in genere fra il capo e il torace, a volte anche nell'addome. La loro funzione primaria consiste nel rilascio dell'ecdisone, detto anche ormone della muta, dietro stimolo dell'ormone cerebrale rilasciato dai corpi cardiaci.
Le ghiandole protoraciche sono presenti solo negli stadi giovanili e nell'adulto regrediscono.

### Regolazione ormonale dello sviluppo
Il sistema endocrino degli insetti è principalmente impegnato nella regolazione ormonale dello sviluppo postembrionale. La dinamica su cui si basa è importante dal punto di vista applicativo, in quanto una categoria di insetticidi di nuova generazione deve la sua selettività proprio perché il meccanismo di azione interferisce con la regolazione ormonale, rivelandosi innocui nei confronti dei Vertebrati.
Alla base dello sviluppo è il livello di due ormoni, la neotenina (ormone giovanile) e l'ecdisone (ormone della muta). L'ormone cerebrale, prodotto dal sistema neuroendocrino del protocerebro, viene traslocato e accumulato nei corpi cardiaci; dopo una rielaborazione, i corpi cardiaci immettono l'ormone cerebrale nell'aorta. Attraverso la circolazione sanguigna, l'ormone cerebrale arriva alle ghiandole protoraciche dove stimolano la produzione e l'immissione in circolo dell'ecdisone.
Sempre dietro lo stimolo dell'ormone cerebrale, i corpi allati provvedono invece alla sintesi della neotenina, ormone che interferisce con l'attività dell'ecdisone determinando la dinamica dello sviluppo. L'ecdisone agisce sulle cellule tegumentali inducendo la formazione della nuova cuticola e, quindi, della muta, contemporaneamente induce l'evoluzione della metamorfosi e, quindi, la comparsa dei caratteri immaginali, in relazione all'azione della neotenina:
- in assenza di neotenina, alla muta si accompagna la metamorfosi;
- in presenza di neotenina, la metamorfosi viene inibita, perciò la muta si svolge con la persistenza dei caratteri giovanili.

## Sistema esocrino
Il sistema esocrino degli Insetti è alquanto ricco sia per le differenti tipologie ghiandolari sia per la varietà dei secreti e delle loro funzioni. In base alle caratteristiche istologiche e anatomiche, le ghiandole possono essere distinte in unicellulari e pluricellulari. Queste ultime possono inoltre essere semplici o composte: le prime hanno un unico dotto escretore comune a tutte le cellule, le altre hanno un dotto escretore per ogni cellula confluente insieme agli altri in un serbatoio da cui parte un condotto comune. Altre classificazioni possono riguardare la posizione e la distribuzione nel corpo.
Per quanto riguarda la natura del secreto, come si è detto, esiste una notevole varietà, in alcuni casi con una specificità che interessa uno o più gruppi sistematici. Le stesse ghiandole possono inoltre produrre secreti differenti nei diversi gruppi sistematici e svolgere quindi funzioni differenti, come ad esempio le ghiandole accessorie dell'apparato genitale. Nella tabella seguente sono elencate quelle maggiormente diffuse nella Classe.
| Denominazione | Secreto                 | Gruppi sistematici                                                                                 | Localizzazione                                                                                     | Scopi                                                                                       |
| ------------- | ----------------------- | -------------------------------------------------------------------------------------------------- | -------------------------------------------------------------------------------------------------- | ------------------------------------------------------------------------------------------- |
| G. accessorie | vari                    | Generalità degli Insetti                                                                           | Apparato genitale                                                                                  | Coadiuvanti della riproduzione. Negli Imenotteri Apocriti ha anche funzione velenifera      |
| G. a feromoni | feromone                | Vari                                                                                               | In genere nell'addome                                                                              | Etologici, generalmente intraspecifici: attrazione sessuale, inibizione, marcatura, allarme |
| G. ceripare   | cera                    | Imenotteri, Rincoti Omotteri                                                                       | Diffuse (tegumentali)                                                                              | Costruzione di nidi, protezione del corpo                                                   |
| G. odorifere  | Sostanze varie volatili | Coleotteri, Ditteri, Imenotteri, Lepidotteri, Neurotteri                                           | Varia                                                                                              | Repellente, feromone di allarme, attrattivo, ecc.                                           |
| G. salivari   | succhi enzimatici       | Vari                                                                                               | Labiali, mandibolari, mascellari                                                                   | Connesso all'alimentazione (idrolitici, anticoagulanti, declorofillizzanti, ecc.)           |
| G. sericipare | seta                    | Coleotteri, Ditteri, Embiotteri, Imenotteri, Lepidotteri, Neurotteri, Rincoti Diaspini, Tricotteri | Diffuse, labiali, tarsali, accessorie dell'apparato genitale femminile, cefaliche tubi malpighiani | Costruzione di bozzoli, nidi, ooteche, protezione del corpo, ecc.                           |

Un quadro più ampio dei tipi ghiandolari presenti fra gli Insetti è esposto nei paragrafi seguenti.

### Ghiandola frontale
La ghiandola frontale è una peculiarità dell'ordine degli Isotteri, localizzata nella zona dorsale intermedia del capo, in una depressione chiamata finestra o fontanella. Pur essendo presente in varie caste, si sviluppa in particolare negli individui della casta dei soldati e, in alcuni gruppi sistematici (Termiti nasute), può avere uno sviluppo tale da estendersi fino all'addome. 
La funzione della ghiandola frontale non è del tutto nota, ma in molte termiti ha scopi difensivi in quanto il secreto vischioso intrappola infatti gli eventuali nemici del termitaio, in particolare le formiche.

### Ghiandole accessorie dell'apparato genitale

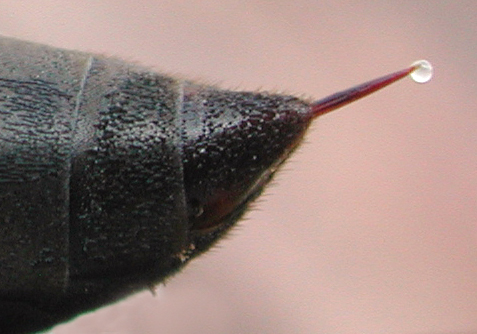
Aculeo di Imenottero Vespoide. È visibile una goccia di secreto emesso dalle ghiandole velenifere.

Si tratta di ghiandole il cui secreto svolge, in genere, funzioni associate alla riproduzione e sono presenti sia nel maschio sia nella femmina. Talvolta assumono nomi specifici secondo la funzione svolta.
Nel maschio, il secreto ha in genere funzione lubrificante e trofica e coadiuva pertanto la funzionalità degli spermatozoi. In alcuni insetti primitivi il secreto concorre a formare lo spermatoforo, un involucro che racchiude gli spermatozoi mantenendoli vitali fino al trasferimento nell'apparato genitale femminile.
Nella femmina, le ghiandole accessorie tipiche sono dette ghiandole colleteriche e producono un secreto fondamentale nell'atto dell'ovideposizione in quanto impiegato per la costruzione dell'ooteca, oppure come collante per fissare le uova ad un supporto o come aggregante. In alcune femmine le ghiandole accessorie sono vere e proprie ghiandole sericipare in quanto secernono seta.
Negli imenotteri apocriti fra le ghiandole accessorie dell'apparato genitale femminile rientrano anche le ghiandole velenifere. Il secreto di queste ghiandole è iniettato nel corpo della vittima attraverso la terebra (imenotteri parassitoidi) o l'aculeo (imenotteri aculeati); il veleno è una miscela di sostanze ad azione istaminica o colinergica che negli insetti predati ha un'azione neurotossica, provocando la paralisi, mentre negli animali superiori ha in genere un'azione anafilattica locale o diffusa.

### Ghiandole anali
Le ghiandole anali, associate all'apertura anale, sono presenti in diversi insetti e, in particolare, nei Coleotteri. Svolgono differenti funzioni secondo le specie, spesso come ghiandole odorifere (es. in alcune formiche), ma quella più curiosa si rinviene nei Coleotteri della sottofamiglia Brachininae, comunemente noti come coleotteri bombardieri. In questi insetti le ghiandole producono idrochinone e perossido d'idrogeno, accumulati in un serbatoio di raccolta che, a sua volta, comunica con una camera di reazione. La camera di reazione è rivestita da un tegumento spesso e contiene cellule secernenti enzimi ossidanti (catalasi e perossidasi). Questi enzimi innescano una reazione ossidativa a carico dell'idrochinone che comporta, a causa dell'innalzamento della temperatura, la vaporizzazione di una parte della soluzione. L'elevata pressione generata dal vapore causa l'emissione violenta dei gas con un forte scoppio. La funzione di questa secrezione è chiaramente difensiva.

### Ghiandole a feromoni
Le ghiandole a feromoni sono ghiandole di grande importanza nella biologia degli Insetti, in quanto la vita relazionale è ampiamente basata sui feromoni. In generale i feromoni sono composti organici volatili in grado di essere percepiti a bassissime concentrazioni. Tali sostanze sono in genere percepite da individui di sesso opposto appartenenti alla stessa specie, meno frequentemente da individui di specie diverse. Non mancano tuttavia casi di feromoni percepiti anche da individui di specie diversa. Queste differenze sono dovute alla funzione svolta dal feromone:
- Attrazione del maschio della stessa specie. Questa funzione è svolta dai feromoni sessuali, sostanze emesse da ghiandole addominali delle femmine e percepite solo dai maschi della stessa specie.
- Segnalazione di un pericolo ad una comunità. Questa funzione è svolta dai feromoni di allarme, sostanze emesse da insetti sociali in particolari condizioni di pericolo. L'esempio classico di feromone d'allarme è quello emesso dai sifoni degli afidi quando vengono catturati da un predatore: il feromone viene percepito dagli altri afidi della colonia che si allontanano dal sito o si lasciano cadere dalla pianta per sfuggire ad eventuali aggressioni. Una funzione simile è svolta dal feromone emesso da una ghiandola annessa all'aculeo delle api: come è noto, l'aculeo delle api resta incastrato nella pelle dell'eventuale aggressore emanando un feromone che attira altre api in soccorso.
- Marcatura. Questa funzione è svolta dai feromoni marcanti, emessi per molteplici scopi, secondo i casi, da numerose specie. In genere i feromoni marcanti hanno lo scopo di indirizzare individui della stessa specie verso una fonte di cibo; ad esempio, le formiche e le termiti operaie marcano il percorso fra il nido e la fonte di cibo per indirizzare le operaie). In altri casi sono emessi per segnalare l'avvenuta ovideposizione da parte di una femmina e prevenire fenomeni di competizione intraspecifica: ad esempio, le femmine di diversi Ditteri Tefritidi marcano i frutti in cui hanno deposto l'uovo, o le uova, per evitare che altre femmine vi depongano a loro volta; in modo analogo si comportano le femmine di molti Imenotteri parassitoidi. In altri casi il feromone marcante ha uno scopo aggregante in quanto attira individui della stessa specie per formare una comunità; comportamenti di questo genere si riscontrano ad esempio fra i Blattoidei e gli Ortotteri Celiferi in fase gregaria.
- Attrazione di nemici. Si tratta in questo caso di una funzione negativa, svolta da feromoni detti kairomoni. In questi casi il feromone emesso dall'insetto è percepito dai suoi antagonisti, predatori o parassitoidi, che riescono perciò a localizzare la vittima.
- Inibizione dello sviluppo sessuale. Questa funzione è svolta dai feromoni di inibizione, emessi dalla regina delle specie che presentano un polimorfismo di casta. Il feromone in questo caso ha lo scopo di inibire lo sviluppo sessuale nelle femmine sterili che formano la casta delle operaie.

### Ghiandole ceripare

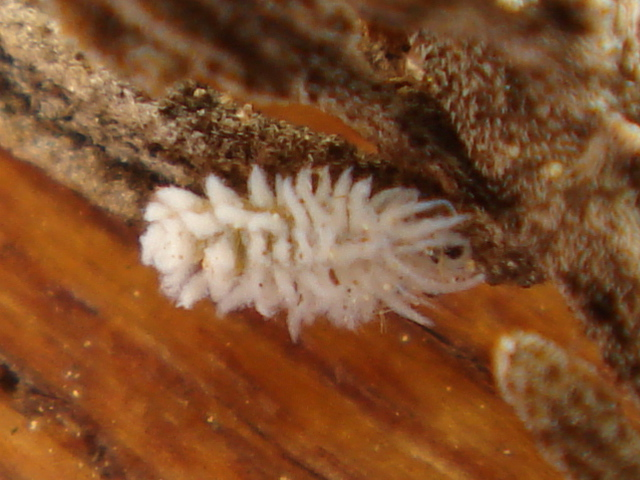
Le larve di alcuni Coleotteri Coccinellidi hanno il corpo ricoperto da abbondanti secrezioni cerose per mimetizzarsi.

Le ghiandole ceripare emettono la cera. Si tratta di una miscela liposolubile di esteri, acidi grassi, alcoli e paraffine organizzata in forma di fili,  polvere, lamine, scaglie o anche liquida. In genere ha lo scopo di ricoprire il corpo dell'insetto a scopo di protezione (es. vari gruppi di Rincoti Omotteri) o di mimetismo (es. alcune larve di Coleotteri Coccinellidi). In altri casi è impiegata per proteggere le uova oppure per costruire nidi. Un esempio, alquanto noto, è l'utilizzo della cera, da parte delle Api per la costruzione delle celle dei favi, usate per l'allevamento degli stadi giovanili e per l'immagazzinamento delle scorte alimentari. In quest'ultimo caso la cera ha impieghi economici da parte dell'uomo.

### Ghiandole della muta
Le ghiandole della muta sono di tipo unicellulare e sono disposte nella parte dorsale del tegumento delle larve dei Lepidotteri. Il loro secreto, immesso in occasione della muta fra la vecchia e la nuova cuticola, ha una funzione lubrificante, in quanto favorisce lo scivolamento del corpo dall'exuvia.

### Ghiandole faringee
Le ghiandole faringee o sopracerebrali sono ghiandole accessorie dell'apparato digerente presenti nelle femmine di alcuni Imenotteri Apoidei che svolgono differenti funzioni secondo la specie. Quella più importante, perché sfruttata economicamente, è svolta nelle Api: il secreto rappresenta l'alimento delle larve destinate a diventare regine, comunemente noto come pappa reale.

### Ghiandole laccipare
Le ghiandole laccipare emettono la lacca, una miscela di resine e cera associata a pigmenti, dotata di proprietà plastiche. Ha funzioni protettive e in alcune specie viene emessa in quantità abbondanti tali da essere sfruttata economicamente (es. la gommalacca estratta dalla cocciniglia Kerria lacca). L'emissione di lacca è una proprietà specifica di alcuni Rincoti Coccidi.

### Ghiandole odorifere
Le ghiandole odorifere emettono sostanze volatili che, a differenza delle ghiandole a feromoni, hanno in genere effetto su individui di altre specie e a concentrazioni più alte. Sono localizzate in varie parti del corpo, secondo la specie, e possono avere, secondo i casi, effetto repellente o, meno frequentemente, inebriante.
Hanno ad esempio azione repellente, a causa dell'odore sgradevole, i secreti delle ghiandole repugnatorie dei Rincoti Eterotteri, ubicate in genere nella parte dorsale del torace, oppure il secreto emesso dall'osmeterium delle larve dei Lepidotteri Papilionidi.
Hanno azione inebriante i secreti delle ghiandole adenotriche dei sinfili. I sinfili sono insetti commensali che vivono nei nidi di Insetti sociali (in genere termiti e formiche), questi proteggono i commensali proprio perché attratti dal secreto emesso dagli adenotrichi.

### Ghiandole salivari
Le ghiandole salivari sono in realtà parte integrante dell'apparato digerente. La loro funzione principale è quella di secernere i succhi digestivi che hanno l'azione sull'alimento fin dalle prime fasi dell'assunzione, tuttavia possono svolgere anche altre funzioni, come ad esempio quella di escrezione oppure, come nelle larve dei Lepidotteri, la secrezione della seta.
Le più sviluppate sono le ghiandole labiali che, negli insetti ad apparato boccale masticatore, sboccano nel salivarium, ossia nella porzione ventrale della cavità orale delimitata dal labbro inferiore e dalla prefaringe. Altre ghiandole salivari sono associate alle altre appendici boccali e dette perciò mandibolari e mascellari.
Negli insetti ad apparato boccale pungente-succhiante, la saliva contiene in genere sostanze che esercitano un'azione sui tessuti in cui viene immessa prima della suzione. Queste sostanze possono avere varie funzioni, secondo il regime dietetico, come ad esempio alterare l'istologia e la fisiologia dei tessuti vegetali attaccati, paralizzare la preda, impedire la coagulazione del sangue.

### Ghiandole sericipare

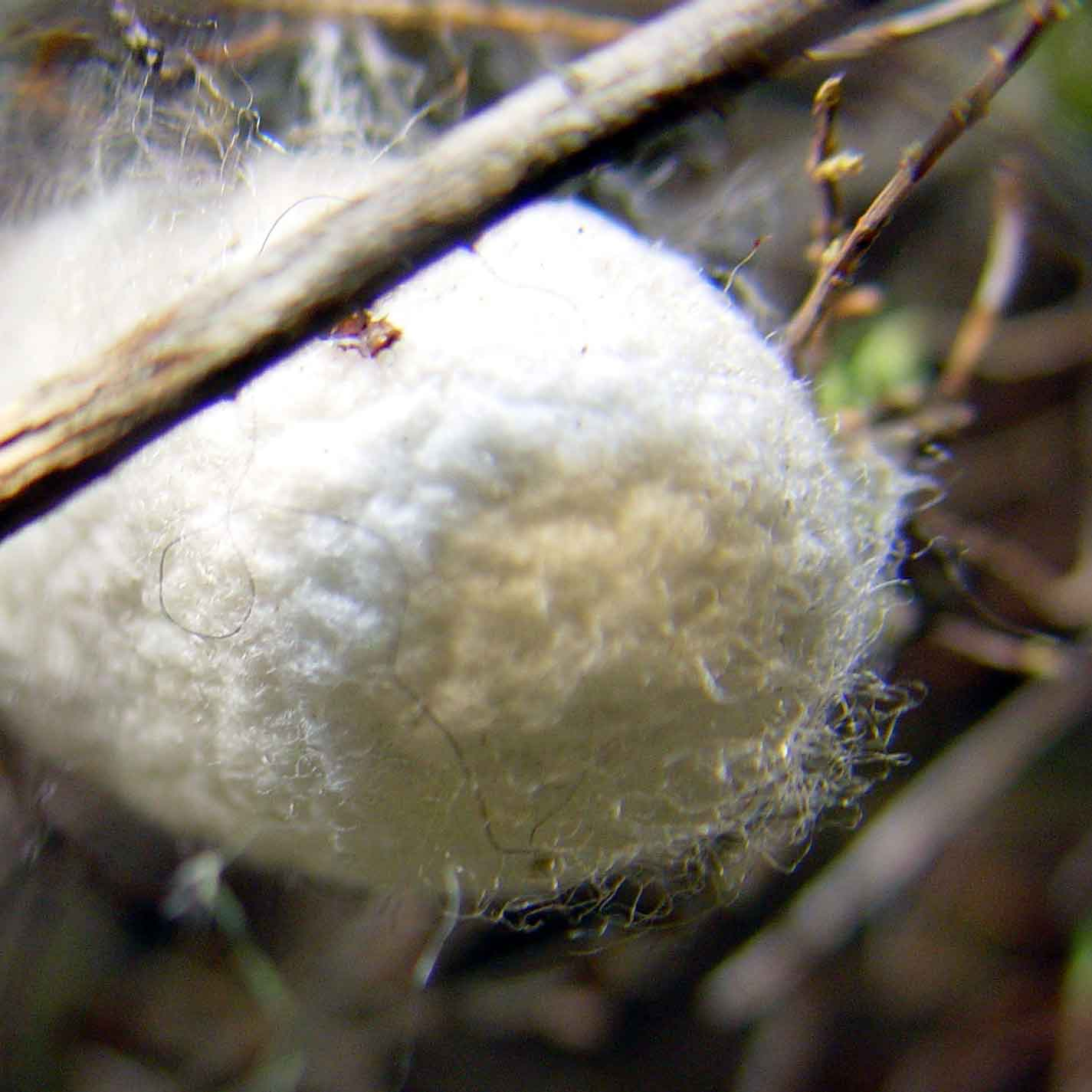
Bozzolo costruito con la seta secreta dalle ghiandole labiali del bombice del gelso.

Le ghiandole sericipare emettono la seta, una sostanza fibrosa costituita, per il 97-99%, da due proteine (fibroina e sericina) associate a cere e sali minerali. Le ghiandole sericipare sono di vario tipo e ubicate in diverse parti del corpo, secondo il gruppo sistematico (nel labbro inferiore, nell'apparato genitale femminile, nei tarsi, nei tubi malpighiani). 
La seta è prodotta da molte specie, appartenenti a differenti ordini (Embiotteri, Rincoti, Neurotteri, Tricotteri, Lepidotteri, Ditteri, Coleotteri, Imenotteri), da stadi preimmaginali o dagli adulti. Lo scopo principale, secondo i gruppi sistematici, è la costruzione di bozzoli, nidi o altre forme di ricovero, di scudetti di rivestimento a protezione del corpo, ooteche.
Di particolare importanza, per differenti motivi, è la produzione di seta nei Rincoti Diaspini adulti e nelle larve dei Lepidotteri. Nei primi, la seta, prodotta da ghiandole diffuse, forma uno scudetto rigido che ricopre completamente il corpo involuto dell'insetto, proteggendolo anche dagli agenti chimici. In questo caso la seta forma una calotta laminare, dal contorno rotondo o più o meno allungato, che aderisce al vegetale nascondendo completamente l'insetto. 
In molti Lepidotteri è invece prodotta da ghiandole labiali della larva e intessuta per costruire il bozzolo. Bozzoli di seta sono costruiti anche dalle larve di altri ordini come, ad esempio, nei Tricotteri, nei Coleotteri, negli Imenotteri. Pure di seta è il caratteristico filamento che forma il peduncolo delle uova deposte dalle femmine dei Neurotteri Crisopidi. 
La seta prodotta dal Bombice del gelso è sfruttata economicamente per produrre l'omonima fibra tessile. L'allevamento del Bombice ha origini antichissime, risalenti al 6000 a.C., ed ha avuto per millenni una grande importanza economica, divenuta secondaria solo dopo l'avvento delle fibre sintetiche.

### Ghiandole urticanti
Le ghiandole urticanti sono presenti nelle larve di alcuni Lepidotteri, che in generale rientrano nel raggruppamento generico dei Lepidotteri defogliatori (processionaria del pino, processionaria delle querce, bombice dispari, ecc.) e secernono sostanze che producono infiammazioni cutanee per l'azione istaminica o colinergica. 
Le ghiandole urticanti sono unicellulari e diffuse in tutto il tegumento, associate in gruppi alla cellula tricogena di setole cave. Il secreto viene rilasciato in genere con la rottura della setola in seguito ad un contatto fisico. Le larve provviste di queste ghiandole sono perciò rivestite da una vistosa peluria.